# Забіла Віктор Миколайович
Віктор Миколайович Забіла (нар. 1808 — 1869) — український поет-романтик.

## Життєпис
Народився у 1808 році на хуторі Кукуріківщина, (тепер с. Забілівщина Борзнянського району Чернігівської області) в сім'ї дрібного поміщика, нащадка старовинного козацько-старшинського роду.
У 1822–1825 роках навчався у Ніжинській гімназії вищих наук. За свідченням Пантелеймона Куліша, Забіла вчився в гімназії разом з Гоголем і навіть сидів з ним на одній лаві.
У 1825–1834 роках служив у Київському драгунському полку. Вийшов у відставку в чині поручника, та повернувся до свого маєтку. Поруч з його хутором був хутір Мотронівка, що належав далеким родичам Забіли панам Білозерським. Поет закохався у Любу Білозерську, що була сестрою українського громадського та літературного діяча, журналіста Василя Білозерського, українського фольклориста й етнографа Миколи Білозерського та письменниці Ганни Барвінок — дружини Пантелеймона Куліша. Дівчина теж покохала Забілу, відбулися вже заручини і призначена дата для шлюбу. Та в цей час неподалік Мотронівки купив собі село багатий вдівець — поміщик Боголюбцев, і батько Люби Білозерської силоміць віддав її за нього. Забіла дуже болісно сприйняв цей удар і сильно змінився, перетворившись з веселого і дотепного молодого чоловіка на сумну людину, яка виглядала старшою за свої роки, почав сильно пити. Решту життя провів на своєму хуторі поблизу Борзни у тузі і нестатках. Помер поет у листопаді 1869 року в Борзні.

## Творчість
Творча діяльність припала на другу половину 30-х - 40-ві рр. Нещасливе кохання автора визначило провідну тему його поезій. Творам Забіли властиві емоційна простота і щирість. 
Вірші почав писати в середині 30-х років, але тільки деякі з них надруковані за життя поета. Три його вірші опублікував Євген Гребінка у 1841 році в альманасі «Ластівка». Видрукована на початку 1840-х років збірка з невідомих причин не дійшла до читача (єдиний примірник, без титульної сторінки, виявив у 1936 році літературознавець Є.Кирилюк). Прижиттєвими публікаціями Забіли є два вірші, надруковані у 1857 році в «Черниговских губернских ведомостях». Повну збірку творів — «Співи крізь сльози» — видано у 1906 році у Львові заходами Івана Франка.
Тим часом вірші поета були добре відомі в народі, їх поширювано в рукописних збірках, виконувано як народні пісні. «Гуде вітер вельми в полі» та «Не щебечи, соловейку» поклав на музику Михайло Глінка. До своїх віршів «Не плач, дівчино», «Голуб», «Човник» та інших Забіла сам створив мелодії. Джерелом глибокого ліризму його поезії є народна пісня, її образні й мовні багатства. У багатьох віршах («Зовсім світ перевернувся», «Маруся», «Сирота» тощо) поет порушував тему соціальної нерівності. Йому належать також гумористичні поезії, що є обробками народних оповідань у бурлескному стилі («Остап і чорт», «Весілля»), твори на побутову та історичну тематику, послання знайомим.
Іван Франко відзначав помітний внесок Віктора Забіли у розвиток української поезії і ставив його в ряд найталановитіших сучасників Тараса Шевченка.
«Беручи цю людину в цілості, мушу сказати, що був це чоловяга з великим природним даром… Хоч, може, хто й здивується, та я скажу, що це в нас був би другий Гоголь, ще, може, до того Гоголь український, коли б у нього була така доро́га, як у Гоголя, і такі приятелі» відзначав Пантелеймон Куліш.
Віктор Забіла дружив з Тарасом Шевченком, зустрічався з ним під час подорожей Шевченкових по Україні — у Качанівці, Мойсівці, Києві.
Взимку 1847 року Шевченко деякий час жив на хуторі Кукуріківщина, Тарас Григорович був вражений доброзичливими стосунками поміщика і кріпаків, намалював портрет Забіли. У повісті «Капитанша» Кобзар з симпатією зобразив Забілу під іменем Віктора Олександровича. Його вірші, що їх забрали жандарми в Тараса Шевченка під час арешту 1847 року, в протоколі допиту названо пасквільними.
Віктор Забіла брав участь в організації похорону Шевченка і впорядкуванні його могили.

## Забіла в художній літературі
Олександр Деко написав про Віктора Забілу роман «Солов'ї співають на світанні». — Хмельницький: «Поділля», 2006.